# US Open de 2018 - Dia a dia
Estes foram os jogos realizados nas quadras mais importantes a partir do primeiro dia das chaves principais.
Células em lavanda indicam sessão noturna.

## Dia 1 (27 de agosto)
- Cabeças de chave eliminados:
  - Simples masculino:  Grigor Dimitrov [8],  Kyle Edmund [16],  Roberto Bautista Agut [19],  Damir Džumhur [24]
  - Simples feminino:  Simona Halep [1],  Anastasia Pavlyuchenkova [27],  Magdaléna Rybáriková [31]

Ordem dos jogos:
| Arthur Ashe Stadium                      | Arthur Ashe Stadium       | Arthur Ashe Stadium       | Arthur Ashe Stadium |
| Evento                                   | Vencedor(a)/(es/as)       | Derrotado(a)/(os/as)      | Resultado           |
| ---------------------------------------- | ------------------------- | ------------------------- | ------------------- |
| Simples masculino – 1ª fase              | Stan Wawrinka [WC]        | Grigor Dimitrov [8]       | 6–3, 6–2, 7–5       |
| Simples feminino – 1ª fase               | Venus Williams [16]       | Svetlana Kuznetsova [WC]  | 6–3, 5–7, 6–3       |
| Cerimônia de abertura do US Open de 2018 |                           |                           |                     |
| Simples feminino – 1ª fase               | Serena Williams [17]      | Magda Linette             | 6–4, 6–0            |
| Simples masculino – 1ª fase              | Rafael Nadal [1]          | David Ferrer              | 6–3, 3–4, ab.       |
| Louis Armstrong Stadium                  |                           |                           |                     |
| Evento                                   | Vencedor(a)/(es/as)       | Derrotado(a)/(os/as)      | Resultado           |
| Simples feminino – 1ª fase               | Kaia Kanepi               | Simona Halep [1]          | 6–2, 6–4            |
| Simples masculino – 1ª fase              | Andy Murray [PR]          | James Duckworth [PR]      | 56–7, 6–3, 7–5, 6–3 |
| Simples feminino – 1ª fase               | Sloane Stephens [3]       | Evgeniya Rodina           | 6–1, 7–5            |
| Simples feminino – 1ª fase               | Victoria Azarenka [WC]    | Viktória Kužmová          | 6–3, 7–5            |
| Simples masculino – 1ª fase              | Juan Martín del Potro [3] | Donald Young [Q]          | 6–0, 6–3, 6–4       |
| Grandstand                               |                           |                           |                     |
| Evento                                   | Vencedor(a)/(es/as)       | Derrotado(a)/(os/as)      | Resultado           |
| Simples feminino – 1ª fase               | Elina Svitolina [7]       | Sachia Vickery            | 6–3, 1–6, 6–1       |
| Simples masculino – 1ª fase              | John Isner [11]           | Bradley Klahn [WC]        | 7–63, 6–3, 6–4      |
| Simples feminino – 1ª fase               | Karolína Plíšková [8]     | Zarina Diyas              | 6–4, 7–64           |
| Simples masculino – 1ª fase              | Denis Shapovalov [28]     | Félix Auger-Aliassime [Q] | 7–5, 5–7, 4–1, ab.  |
| Simples masculino – 1ª fase              | Dominic Thiem [9]         | Mirza Bašić               | 6–3, 6–1, 6–4       |

## Dia 2 (28 de agosto)
- Cabeças de chave eliminados:
  - Simples masculino:  Marco Cecchinato [22],  Adrian Mannarino [29],  Filip Krajinović [32]
  - Simples feminino:  Coco Vandeweghe [24],  Anett Kontaveit [28]

Ordem dos jogos:
| Arthur Ashe Stadium         | Arthur Ashe Stadium    | Arthur Ashe Stadium      | Arthur Ashe Stadium |
| Evento                      | Vencedor(a)/(es/as)    | Derrotado(a)/(os/as)     | Resultado           |
| --------------------------- | ---------------------- | ------------------------ | ------------------- |
| Simples feminino – 1ª fase  | Caroline Wozniacki [2] | Samantha Stosur          | 6–3, 6–2            |
| Simples masculino – 1ª fase | Novak Djokovic [6]     | Márton Fucsovics         | 6–3, 3–6, 6–4, 6–0  |
| Simples masculino – 1ª fase | Roger Federer [2]      | Yoshihito Nishioka [PR]  | 6–2, 6–2, 6–4       |
| Simples feminino – 1ª fase  | Madison Keys [14]      | Pauline Parmentier       | 6–4, 6–4            |
| Louis Armstrong Stadium     |                        |                          |                     |
| Evento                      | Vencedor(a)/(es/as)    | Derrotado(a)/(os/as)     | Resultado           |
| Simples feminino – 1ª fase  | Jeļena Ostapenko [10]  | Andrea Petkovic          | 6–4, 4–6, 7–5       |
| Simples feminino – 1ª fase  | Angelique Kerber [4]   | Margarita Gasparyan [PR] | 7–65, 6–3           |
| Simples masculino – 1ª fase | Alexander Zverev [4]   | Peter Polansky [LL]      | 6–2, 6–1, 6–2       |
| Simples masculino – 1ª fase | Nick Kyrgios [30]      | Radu Albot               | 7–5, 2–6, 6–4, 6–2  |
| Simples feminino – 1ª fase  | Maria Sharapova [22]   | Patty Schnyder [Q]       | 6–2, 7–66           |
| Grandstand                  |                        |                          |                     |
| Evento                      | Vencedor(a)/(es/as)    | Derrotado(a)/(os/as)     | Resultado           |
| Simples feminino – 1ª fase  | Naomi Osaka [20]       | Laura Siegemund [PR]     | 6–3, 6–2            |
| Simples masculino – 1ª fase | Marin Čilić [7]        | Marius Copil             | 7–5, 6–1, 1–1, ab.  |
| Simples feminino – 1ª fase  | Caroline Garcia [6]    | Johanna Konta            | 6–2, 6–2            |
| Simples masculino – 1ª fase | Frances Tiafoe         | Adrian Mannarino [29]    | 6–1, 6–4, 4–6, 6–4  |

## Dia 3 (29 de agosto)
- Cabeças de chave eliminados:
  - Simples masculino:  Stefanos Tsitsipas [15],  Jack Sock [18]
  - Simples feminino:  Julia Görges [9],  Garbiñe Muguruza [12],  Daria Gavrilova [25],  Maria Sakkari [31]
  - Duplas masculinas:  Oliver Marach /  Mate Pavić [1]
  - Duplas femininas:  Nicole Melichar /  Květa Peschke [8],  Alicja Rosolska /  Abigail Spears [12]

Ordem dos jogos:
| Arthur Ashe Stadium         | Arthur Ashe Stadium       | Arthur Ashe Stadium   | Arthur Ashe Stadium       |
| Evento                      | Vencedor(a)/(es/as)       | Derrotado(a)/(os/as)  | Resultado                 |
| --------------------------- | ------------------------- | --------------------- | ------------------------- |
| Simples feminino – 2ª fase  | Sloane Stephens [3]       | Anhelina Kalinina [Q] | 4–6, 7–5, 6–2             |
| Simples masculino – 2ª fase | Fernando Verdasco [31]    | Andy Murray [PR]      | 7–5, 2–6, 6–4, 6–4        |
| Simples feminino – 2ª fase  | Serena Williams [17]      | Carina Witthöft       | 6–2, 6–2                  |
| Simples masculino – 2ª fase | Rafael Nadal [1]          | Vasek Pospisil        | 6–3, 6–4, 6–2             |
| Louis Armstrong Stadium     |                           |                       |                           |
| Evento                      | Vencedor(a)/(es/as)       | Derrotado(a)/(os/as)  | Resultado                 |
| Simples feminino – 2ª fase  | Elina Svitolina [7]       | Tatjana Maria         | 6–2, 6–3                  |
| Simples feminino – 2ª fase  | Venus Williams [16]       | Camila Giorgi         | 6–4, 7–5                  |
| Simples masculino – 2ª fase | Juan Martín del Potro [3] | Denis Kudla           | 6–3, 6–1, 7–64            |
| Simples masculino – 2ª fase | Nikoloz Basilashvili      | Jack Sock [18]        | 4–6, 6–3, 6–2, 7–63       |
| Simples feminino – 2ª fase  | Karolína Muchová [Q]      | Garbiñe Muguruza [12] | 3–6, 6–4, 6–4             |
| Grandstand                  |                           |                       |                           |
| Evento                      | Vencedor(a)/(es/as)       | Derrotado(a)/(os/as)  | Resultado                 |
| Simples masculino – 2ª fase | Stan Wawrinka [WC]        | Ugo Humbert [Q]       | 7–65, 4–6, 6–3, 7–5       |
| Simples feminino – 2ª fase  | Ekaterina Makarova        | Julia Görges [9]      | 7–610, 6–3                |
| Simples masculino – 2ª fase | John Isner [11]           | Nicolás Jarry         | 76–7, 6–4, 3–6, 7–62, 6–4 |
| Simples feminino – 2ª fase  | Sofia Kenin               | Maria Sakkari [32]    | 4–6, 6–4, 6–1             |

## Dia 4 (30 de agosto)
- Cabeças de chave eliminados:
  - Simples masculino:  Pablo Carreño Busta [12],  Fabio Fognini [14],  Chung Hyeon [23]
  - Simples feminino:  Caroline Wozniacki [2],  Daria Kasatkina [11]
  - Duplas masculinas:  Ben McLachlan /  Jan-Lennard Struff [12]
  - Duplas femininas:  Andreja Klepač /  María José Martínez Sánchez [5],  Vania King /  Katarina Srebotnik [11],  Miyu Kato /  Makoto Ninomiya [16]
  - Duplas mistas:  Chan Hao-ching /  Henri Kontinen [3],  Demi Schuurs /  Matwé Middelkoop [6]

Ordem dos jogos:
| Arthur Ashe Stadium         | Arthur Ashe Stadium   | Arthur Ashe Stadium    | Arthur Ashe Stadium |
| Evento                      | Vencedor(a)/(es/as)   | Derrotado(a)/(os/as)   | Resultado           |
| --------------------------- | --------------------- | ---------------------- | ------------------- |
| Simples feminino – 2ª fase  | Angelique Kerber [4]  | Johanna Larsson        | 6–2, 5–7, 6–4       |
| Simples masculino – 2ª fase | Roger Federer [2]     | Benoît Paire           | 7–5, 6–4, 6–4       |
| Simples masculino – 2ª fase | Novak Djokovic [6]    | Tennys Sandgren        | 6–1, 6–3, 26–7, 6–2 |
| Simples feminino – 2ª fase  | Maria Sharapova [22]  | Sorana Cîrstea         | 6–2, 7–5            |
| Louis Armstrong Stadium     |                       |                        |                     |
| Evento                      | Vencedor(a)/(es/as)   | Derrotado(a)/(os/as)   | Resultado           |
| Simples feminino – 2ª fase  | Petra Kvitová [5]     | Wang Yafan             | 7–5, 6–3            |
| Simples masculino – 2ª fase | Alexander Zverev [4]  | Nicolas Mahut [LL]     | 6–4, 6–4, 6–2       |
| Simples feminino – 2ª fase  | Madison Keys [14]     | Bernarda Pera          | 6–4, 6–1            |
| Simples masculino – 2ª fase | Kei Nishikori [21]    | Gaël Monfils           | 6–2, 5–4, ab.       |
| Simples feminino – 2ª fase  | Lesia Tsurenko        | Caroline Wozniacki [2] | 6–4, 6–2            |
| Grandstand                  |                       |                        |                     |
| Evento                      | Vencedor(a)/(es/as)   | Derrotado(a)/(os/as)   | Resultado           |
| Simples feminino – 2ª fase  | Aliaksandra Sasnovich | Daria Kasatkina [11]   | 6–2, 7–63           |
| Simples feminino – 2ª fase  | Caroline Garcia [6]   | Monica Puig            | 6–2, 1–6, 6–4       |
| Simples masculino – 2ª fase | Lucas Pouille [17]    | Marcos Baghdatis       | 46–7, 6–4, 6–4, 6–3 |
| Simples masculino – 2ª fase | Marin Čilić [7]       | Hubert Hurkacz [Q]     | 6–2, 6–0, 6–0       |

## Dia 5 (31 de agosto)
- Cabeças de chave eliminados:
  - Simples masculino:  Karen Khachanov [27],  Denis Shapovalov [28],  Fernando Verdasco [31]
  - Simples feminino:  Venus Williams [16],  Barbora Strýcová [23]
  - Duplas masculinas:  Jean-Julien Rojer /  Horia Tecău [6],  Raven Klaasen /  Michael Venus [8],  Feliciano López /  Marc López [10]
  - Duplas femininas:  Kiki Bertens /  Johanna Larsson [9],  Chan Hao-ching /  Yang Zhaoxuan [10],  Irina-Camelia Begu /  Monica Niculescu [15]

Ordem dos jogos:
| Arthur Ashe Stadium         | Arthur Ashe Stadium       | Arthur Ashe Stadium    | Arthur Ashe Stadium     |
| Evento                      | Vencedor(a)/(es/as)       | Derrotado(a)/(os/as)   | Resultado               |
| --------------------------- | ------------------------- | ---------------------- | ----------------------- |
| Simples feminino – 3ª fase  | Sloane Stephens [3]       | Victoria Azarenka [WC] | 6–3, 6–4                |
| Simples masculino – 3ª fase | Rafael Nadal [1]          | Karen Khachanov [27]   | 5–7, 7–5, 7–67, 7–63    |
| Simples feminino – 3ª fase  | Serena Williams [17]      | Venus Williams [16]    | 6–1, 6–2                |
| Simples masculino – 3ª fase | Juan Martín del Potro [3] | Fernando Verdasco [31] | 7–5, 7–66, 6–3          |
| Louis Armstrong Stadium     |                           |                        |                         |
| Evento                      | Vencedor(a)/(es/as)       | Derrotado(a)/(os/as)   | Resultado               |
| Simples feminino – 3ª fase  | Elise Mertens [15]        | Barbora Strýcová [23]  | 6–3, 7–64               |
| Simples feminino – 3ª fase  | Elina Svitolina [7]       | Wang Qiang             | 6–4, 6–4                |
| Simples masculino – 3ª fase | Kevin Anderson [5]        | Denis Shapovalov [28]  | 4–6, 6–3, 6–4, 4–6, 6–4 |
| Simples masculino – 3ª fase | Milos Raonic [25]         | Stan Wawrinka [WC]     | 7–66, 6–4, 6–3          |
| Simples feminino – 3ª fase  | Karolína Plíšková [8]     | Sofia Kenin            | 6–4, 7–62               |
| Grandstand                  |                           |                        |                         |
| Evento                      | Vencedor(a)/(es/as)       | Derrotado(a)/(os/as)   | Resultado               |
| Simples feminino – 3ª fase  | Anastasija Sevastova [19] | Ekaterina Makarova     | 4–6, 6–1, 6–2           |
| Simples masculino – 3ª fase | Dominic Thiem [9]         | Taylor Fritz           | 3–6, 6–3, 7–65, 6–4     |
| Simples masculino – 3ª fase | John Isner [11]           | Dušan Lajović          | 7–68, 66–7, 6–3, 7–5    |

## Dia 6 (1º de setembro)
- Cabeças de chave eliminados:
  - Simples masculino:  Alexander Zverev [4],  Diego Schwartzman [13],  Lucas Pouille [17],  Richard Gasquet [26],  Nick Kyrgios [30]
  - Simples feminino:  Angelique Kerber [4],  Petra Kvitová [5],  Caroline Garcia [6],  Jeļena Ostapenko [10],  Kiki Bertens [13]
  - Duplas masculinas:  Henri Kontinen /  John Peers [2]
  - Duplas femininas:  Gabriela Dabrowski /  Xu Yifan [4]
  - Duplas mistas:  Gabriela Dabrowski /  Mate Pavić [1]

Ordem dos jogos:
| Arthur Ashe Stadium         | Arthur Ashe Stadium     | Arthur Ashe Stadium    | Arthur Ashe Stadium     |
| Evento                      | Vencedor(a)/(es/as)     | Derrotado(a)/(os/as)   | Resultado               |
| --------------------------- | ----------------------- | ---------------------- | ----------------------- |
| Simples feminino – 3ª fase  | Madison Keys [14]       | Aleksandra Krunić      | 4–6, 6–1, 6–2           |
| Simples masculino – 3ª fase | Roger Federer [2]       | Nick Kyrgios [30]      | 6–4, 6–1, 7–5           |
| Simples feminino – 3ª fase  | Maria Sharapova [22]    | Jeļena Ostapenko [10]  | 6–3, 6–2                |
| Simples masculino – 3ª fase | Novak Djokovic [6]      | Richard Gasquet [26]   | 6–2, 6–3, 6–3           |
| Louis Armstrong Stadium     |                         |                        |                         |
| Evento                      | Vencedor(a)/(es/as)     | Derrotado(a)/(os/as)   | Resultado               |
| Simples feminino – 3ª fase  | Markéta Vondroušová     | Kiki Bertens [13]      | 7–6(7–4), 2–6, 7–61     |
| Simples feminino – 3ª fase  | Dominika Cibulková [29] | Angelique Kerber [4]   | 3–6, 6–3, 6–3           |
| Simples masculino – 3ª fase | Philipp Kohlschreiber   | Alexander Zverev [4]   | 16–7, 6–4, 6–1, 6–3     |
| Simples feminino – 3ª fase  | Aryna Sabalenka [26]    | Petra Kvitová [5]      | 7–5, 6–1                |
| Simples masculino – 3ª fase | Marin Čilić [7]         | Alex de Minaur         | 4–6, 3–6, 6–3, 6–4, 7–5 |
| Grandstand                  |                         |                        |                         |
| Evento                      | Vencedor(a)/(es/as)     | Derrotado(a)/(os/as)   | Resultado               |
| Simples masculino – 3ª fase | John Millman            | Mikhail Kukushkin      | 6–4, 4–6, 6–1, 6–3      |
| Simples feminino – 3ª fase  | Lesia Tsurenko          | Kateřina Siniaková     | 6–4, 6–0                |
| Simples feminino – 3ª fase  | Naomi Osaka [20]        | Aliaksandra Sasnovich  | 6–0, 6–0                |
| Simples masculino – 3ª fase | Kei Nishikori [21]      | Diego Schwartzman [13] | 6–4, 6–4, 5–7, 6–1      |

## Dia 7 (2 de setembro)
- Cabeças de chave eliminados:
  - Simples masculino:  Kevin Anderson [5],  Borna Ćorić [20],  Milos Raonic [25]
  - Simples feminino:  Elina Svitolina [7],  Elise Mertens [15],  Ashleigh Barty [18]
  - Duplas masculinas:  Pierre-Hugues Herbert /  Nicolas Mahut [9]
  - Duplas femininas:  Raquel Atawo /  Anna-Lena Grönefeld [14]
  - Duplas mistas:  Katarina Srebotnik /  Michael Venus [7],  Abigail Spears /  Juan Sebastián Cabal [8]

Ordem dos jogos:
| Arthur Ashe Stadium         | Arthur Ashe Stadium                     | Arthur Ashe Stadium                        | Arthur Ashe Stadium     |
| Evento                      | Vencedor(a)/(es/as)                     | Derrotado(a)/(os/as)                       | Resultado               |
| --------------------------- | --------------------------------------- | ------------------------------------------ | ----------------------- |
| Simples masculino – 4ª fase | Rafael Nadal [1]                        | Nikoloz Basilashvili                       | 6–3, 6–3, 66–7, 6–4     |
| Simples feminino – 4ª fase  | Serena Williams [17]                    | Kaia Kanepi                                | 6–0, 4–6, 6–3           |
| Simples feminino – 4ª fase  | Sloane Stephens [3]                     | Elise Mertens [15]                         | 6–3, 6–3                |
| Simples masculino – 4ª fase | Juan Martín del Potro [3]               | Borna Ćorić [20]                           | 6–4, 6–3, 6–1           |
| Louis Armstrong Stadium     |                                         |                                            |                         |
| Evento                      | Vencedor(a)/(es/as)                     | Derrotado(a)/(os/as)                       | Resultado               |
| Simples masculino – 4ª fase | Dominic Thiem [9]                       | Kevin Anderson [5]                         | 7–5, 6–2, 7–62          |
| Simples feminino – 4ª fase  | Karolína Plíšková [8]                   | Ashleigh Barty [18]                        | 6–4, 6–4                |
| Simples masculino – 4ª fase | John Isner [11]                         | Milos Raonic [25]                          | 3–6, 6–3, 6–4, 3–6, 6–2 |
| Duplas masculinas – 3ª fase | Radu Albot [Alt] Malek Jaziri [Alt]     | Christian Harrison [WC] Ryan Harrison [WC] | 6–2, 4–6, 7–65          |
| Grandstand                  |                                         |                                            |                         |
| Evento                      | Vencedor(a)/(es/as)                     | Derrotado(a)/(os/as)                       | Resultado               |
| Duplas masculinas – 3ª fase | Austin Krajicek Tennys Sandgren         | Nikola Mektić [PR] Jürgen Melzer [PR]      | 6–3, 6–4                |
| Duplas femininas – 3ª fase  | Tímea Babos [2] Kristina Mladenovic [2] | Raquel Atawo [14] Anna-Lena Grönefeld [14] | 6–3, 6–4                |
| Duplas femininas – 3ª fase  | Samantha Stosur Zhang Shuai             | Timea Bacsinszky [PR] Vera Zvonareva [PR]  | 6–3, 6–3                |
| Simples feminino – 4ª fase  | Anastasija Sevastova [19]               | Elina Svitolina [7]                        | 6–3, 1–6, 6–0           |

## Dia 8 (3 de setembro)
- Cabeças de chave eliminados:
  - Simples masculino:  Roger Federer [2],  David Goffin [10]
  - Simples feminino:  Aryna Sabalenka [26],  Dominika Cibulková [29],  Maria Sharapova [22]
  - Duplas masculinas:  Ivan Dodig /  Marcel Granollers [11],  Robin Haase /  Matwé Middelkoop [14]
  - Duplas femininas:  Andrea Sestini Hlaváčková /  Barbora Strýcová [3]
  - Duplas mistas:  Nicole Melichar /  Oliver Marach [2]

Ordem dos jogos:
| Arthur Ashe Stadium              | Arthur Ashe Stadium                       | Arthur Ashe Stadium                    | Arthur Ashe Stadium  |
| Evento                           | Vencedor(a)/(es/as)                       | Derrotado(a)/(os/as)                   | Resultado            |
| -------------------------------- | ----------------------------------------- | -------------------------------------- | -------------------- |
| Simples feminino – 4ª fase       | Madison Keys [14]                         | Dominika Cibulková [29]                | 6–1, 6–3             |
| Simples masculino – 4ª fase      | Novak Djokovic [6]                        | João Sousa                             | 6–3, 6–4, 6–3        |
| Simples feminino – 4ª fase       | Carla Suárez Navarro [30]                 | Maria Sharapova [22]                   | 6–4, 6–3             |
| Simples masculino – 4ª fase      | John Millman                              | Roger Federer [2]                      | 3–6, 7–5, 7–67, 7–63 |
| Louis Armstrong Stadium          |                                           |                                        |                      |
| Evento                           | Vencedor(a)/(es/as)                       | Derrotado(a)/(os/as)                   | Resultado            |
| Simples masculino – 4ª fase      | Kei Nishikori [21]                        | Philipp Kohlschreiber                  | 6–3, 6–2, 7–5        |
| Simples feminino – 4ª fase       | Naomi Osaka [20]                          | Aryna Sabalenka [26]                   | 6–3, 2–6, 6–4        |
| Simples masculino – 4ª fase      | Marin Čilić [7]                           | David Goffin [10]                      | 7–66, 6–2, 6–4       |
| Duplas mistas – Quartas de final | Bethanie Mattek-Sands Jamie Murray        | Nadiia Kichenok Wesley Koolhof         | 7–65, 66–7, 10–7     |
| Grandstand                       |                                           |                                        |                      |
| Evento                           | Vencedor(a)/(es/as)                       | Derrotado(a)/(os/as)                   | Resultado            |
| Duplas masculinas – 3ª fase      | Juan Sebastián Cabal [5] Robert Farah [5] | Ivan Dodig [11] Marcel Granollers [11] | 6–2, 2–6, 6–3        |
| Duplas masculinas – 3ª fase      | Jamie Murray [4] Bruno Soares [4]         | Robin Haase [14] Matwé Middelkoop [14] | 7–64, 6–4            |
| Simples feminino – 4ª fase       | Lesia Tsurenko                            | Markéta Vondroušová                    | 36–7, 7–5, 6–2       |

## Dia 9 (4 de setembro)
- Cabeças de chave eliminados:
  - Simples masculino:  Dominic Thiem [9]  John Isner [11]
  - Simples feminino:  Sloane Stephens [3],  Karolína Plíšková [8]
  - Duplas masculinas:  Rohan Bopanna /  Édouard Roger-Vasselin [15]
  - Duplas femininas:  Lucie Hradecká /  Ekaterina Makarova [6]
  - Duplas mistas:  Andrea Sestini Hlaváčková /  Édouard Roger-Vasselin [5]

Ordem dos jogos:
| Arthur Ashe Stadium                  | Arthur Ashe Stadium                           | Arthur Ashe Stadium                                      | Arthur Ashe Stadium       |
| Evento                               | Vencedor(a)/(es/as)                           | Derrotado(a)/(os/as)                                     | Resultado                 |
| ------------------------------------ | --------------------------------------------- | -------------------------------------------------------- | ------------------------- |
| Simples feminino – Quartas de final  | Anastasija Sevastova [19]                     | Sloane Stephens [3]                                      | 6–2, 6–3                  |
| Simples masculino – Quartas de final | Juan Martín del Potro [3]                     | John Isner [11]                                          | 56–7, 6–3, 7–64, 6–2      |
| Simples feminino – Quartas de final  | Serena Williams [17]                          | Karolína Plíšková [8]                                    | 6–4, 6–3                  |
| Simples masculino – Quartas de final | Rafael Nadal [1]                              | Dominic Thiem [9]                                        | 0–6, 6–4, 7–5, 46–7, 7–65 |
| Louis Armstrong Stadium              |                                               |                                                          |                           |
| Evento                               | Vencedor(a)/(es/as)                           | Derrotado(a)/(os/as)                                     | Resultado                 |
| Duplas femininas – Quartas de final  | Tímea Babos [2] Kristina Mladenovic [2]       | Lucie Hradecká [6] Ekaterina Makarova [6]                | 7–65, 6–2                 |
| Duplas masculinas – Quartas de final | Juan Sebastián Cabal [5] Robert Farah [5]     | Rohan Bopanna [15] Édouard Roger-Vasselin [15]           | 6–3, 6–4                  |
| Duplas femininas – Quartas de final  | Ashleigh Barty [13] Coco Vandeweghe [13]      | Dalila Jakupović Irina Khromacheva                       | 6–2, 6–3                  |
| Duplas mistas – Quartas de final     | Christina McHale [WC] Christian Harrison [WC] | Andrea Sestini Hlaváčková [5] Édouard Roger-Vasselin [5] | 6–3, 6–4                  |
| Grandstand                           |                                               |                                                          |                           |
| Evento                               | Vencedor(a)/(es/as)                           | Derrotado(a)/(os/as)                                     | Resultado                 |
| Simples feminino juvenil – 2ª fase   | Lea Ma [16]                                   | Lenka Stará                                              | 7–5, 6–0                  |
| Duplas mistas – Quartas de final     | Alicja Rosolska Nikola Mektić                 | Raluca Olaru Franko Škugor                               | 7–65, 6–4                 |
| Duplas masculinas – Quartas de final | Łukasz Kubot [7] Marcelo Melo [7]             | Austin Krajicek Tennys Sandgren                          | 6–4, 6–2                  |

## Dia 10 (5 de setembro)
- Cabeças de chave eliminados:
  - Simples masculino:  Marin Čilić [7]
  - Simples feminino:  Carla Suárez Navarro [30]
  - Duplas masculinas:  Jamie Murray /  Bruno Soares [4]
  - Duplas femininas:  Elise Mertens /  Demi Schuurs [7]

Ordem dos jogos:
| Arthur Ashe Stadium                  | Arthur Ashe Stadium                           | Arthur Ashe Stadium                           | Arthur Ashe Stadium      |
| Evento                               | Vencedor(a)/(es/as)                           | Derrotado(a)/(os/as)                          | Resultado                |
| ------------------------------------ | --------------------------------------------- | --------------------------------------------- | ------------------------ |
| Simples feminino – Quartas de final  | Naomi Osaka [20]                              | Lesia Tsurenko                                | 6–1, 6–1                 |
| Simples masculino – Quartas de final | Kei Nishikori [21]                            | Marin Čilić [7]                               | 2–6, 6–4, 7-65, 4-6, 6-4 |
| Simples feminino – Quartas de final  | Madison Keys [14]                             | Carla Suárez Navarro [30]                     | 6–4, 6–3                 |
| Simples masculino – Quartas de final | Novak Djokovic [6]                            | John Millman                                  | 6–3, 6–4, 6–4            |
| Grandstand                           |                                               |                                               |                          |
| Evento                               | Vencedor(a)/(es/as)                           | Derrotado(a)/(os/as)                          | Resultado                |
| Duplas masculinas – Quartas de final | Radu Albot [Alt] Malek Jaziri [Alt]           | Jamie Murray [4] Bruno Soares [4]             | 7–5, 6–4                 |
| Duplas masculinas – Quartas de final | Mike Bryan [3] Jack Sock [3]                  | Máximo González Nicolás Jarry                 | 6–4, 7–63                |
| Duplas mistas – Semifinais           | Bethanie Mattek-Sands Jamie Murray            | Christina McHale [WC] Christian Harrison [WC] | 6–4, 2–6, [10–8]         |
| Duplas femininas – Quartas de final  | Barbora Krejčíková [1] Kateřina Siniaková [1] | Elise Mertens [7] Demi Schuurs [7]            | 2–6, 7–67, 6–3           |

## Dia 11 (6 de setembro)
- Cabeças de chave eliminados:
  - Simples feminino:  Madison Keys [14],  Anastasija Sevastova [19]
  - Duplas masculinas:  Juan Sebastián Cabal /  Robert Farah [5]
  - Duplas femininas:  Barbora Krejčíková /  Kateřina Siniaková [1]

Ordem dos jogos:
| Arthur Ashe Stadium                        | Arthur Ashe Stadium                                                     | Arthur Ashe Stadium                                                     | Arthur Ashe Stadium |
| Evento                                     | Vencedor(a)/(es/as)                                                     | Derrotado(a)/(os/as)                                                    | Resultado           |
| ------------------------------------------ | ----------------------------------------------------------------------- | ----------------------------------------------------------------------- | ------------------- |
| Simples feminino – Semifinais              | Serena Williams [17]                                                    | Anastasija Sevastova [19]                                               | 6–3, 6–0            |
| Simples feminino – Semifinais              | Naomi Osaka [20]                                                        | Madison Keys [14]                                                       | 6–2, 6–4            |
| Louis Armstrong Stadium                    |                                                                         |                                                                         |                     |
| Evento                                     | Vencedor(a)/(es/as)                                                     | Derrotado(a)/(os/as)                                                    | Resultado           |
| Duplas masculinas – Semifinais             | Łukasz Kubot [7] Marcelo Melo [7]                                       | Radu Albot [Alt] Malek Jaziri [Alt]                                     | 7–63, 3–6, 6–3      |
| Duplas masculinas – Semifinais             | Mike Bryan [3] Jack Sock [3]                                            | Juan Sebastián Cabal [5] Robert Farah [5]                               | 6–2, 16–7, 6–4      |
| Duplas femininas – Semifinais              | Ashleigh Barty [13] CoCo Vandeweghe [13]                                | Barbora Krejčíková [1] Kateřina Siniaková [1]                           | 6–4, 7–66           |
| Duplas femininas – Semifinais              | Tímea Babos [2] Kristina Mladenovic [2]                                 | Samantha Stosur Zhang Shuai                                             | 6–4, 7–64           |
| Duplas masculinas cadeirantes – Semifinais | Stéphane Houdet / Nicolas Peifer [1] vs. Joachim Gérard / Stefan Olsson | Stéphane Houdet / Nicolas Peifer [1] vs. Joachim Gérard / Stefan Olsson | cancelado           |

## Dia 12 (7 de setembro)
- Cabeças de chave eliminados:
  - Simples masculino:  Rafael Nadal [1],  Kei Nishikori [21]
  - Duplas masculinas:  Łukasz Kubot /  Marcelo Melo [7]

Ordem dos jogos:
| Arthur Ashe Stadium                             | Arthur Ashe Stadium                   | Arthur Ashe Stadium                | Arthur Ashe Stadium |
| Evento                                          | Vencedor(a)/(es/as)                   | Derrotado(a)/(os/as)               | Resultado           |
| ----------------------------------------------- | ------------------------------------- | ---------------------------------- | ------------------- |
| Duplas masculinas – Final                       | Mike Bryan [3] Jack Sock [3]          | Łukasz Kubot [7] Marcelo Melo [7]  | 6–3, 6–1            |
| Simples masculino – Semifinais                  | Juan Martín del Potro [3]             | Rafael Nadal [1]                   | 7–63, 6–2, ab.      |
| Simples masculino – Semifinais                  | Novak Djokovic [6]                    | Kei Nishikori [21]                 | 6–3, 6–4, 6–2       |
| Louis Armstrong Stadium                         |                                       |                                    |                     |
| Evento                                          | Vencedor(a)/(es/as)                   | Derrotado(a)/(os/as)               | Resultado           |
| Simples masculino cadeirante – Quartas de final | Shingo Kunieda [1]                    | Stefan Olsson                      | 0–6, 6–1, 6–3       |
| Simples feminino cadeirante – Quartas de final  | Yui Kamiji [2]                        | Marjolein Buis                     | 6–0, 6–0            |
| Duplas femininas juvenis – Quartas de final     | Hailey Baptiste Dalayna Hewitt        | Himari Sato Zheng Qinwen           | 6–3, 7–5            |
| Duplas femininas cadeirantes – Semifinais       | Marjolein Buis [2] Aniek van Koot [2] | Dana Matthewson Kgothatso Montjane | 6–1, 6–1            |

## Dia 13 (8 de setembro)
- Cabeças de chave eliminados:
  - Simples feminino:  Serena Williams [17]

Ordem dos jogos:
| Arthur Ashe Stadium                       | Arthur Ashe Stadium                   | Arthur Ashe Stadium                    | Arthur Ashe Stadium |
| Evento                                    | Vencedor(a)/(es/as)                   | Derrotado(a)/(os/as)                   | Resultado           |
| ----------------------------------------- | ------------------------------------- | -------------------------------------- | ------------------- |
| Duplas mistas – Final                     | Bethanie Mattek-Sands Jamie Murray    | Alicja Rosolska Nikola Mektić          | 2–6, 6–3, [11–9]    |
| Simples feminino – Final                  | Naomi Osaka [20]                      | Serena Williams [17]                   | 6–2, 6–4            |
| Duplas masculinas cadeirantes – Final     | Alfie Hewett [2] Gordon Reid [2]      | Stéphane Houdet [1] Nicolas Peifer [1] | 5–7, 6–3, [11–9]    |
| Louis Armstrong Stadium                   |                                       |                                        |                     |
| Evento                                    | Vencedor(a)/(es/as)                   | Derrotado(a)/(os/as)                   | Resultado           |
| Simples masculino juvenil – Semifinais    | Lorenzo Musetti                       | Jenson Brooksby [WC]                   | 6–3, 6–3            |
| Simples masculino cadeirante – Semifinais | Shingo Kunieda [1]                    | Nicolas Peifer                         | 2–6, 6–4, 7–5       |
| Duplas femininas cadeirantes – Final      | Diede de Groot [1] Yui Kamiji [1]     | Marjolein Buis [2] Aniek van Koot [2]  | 6–3, 6–4            |
| Duplas tetraplégicas – Final              | Andrew Lapthorne [1] David Wagner [1] | Dylan Alcott [2] Bryan Barten [2]      | 3–6, 6–0, [10–4]    |

## Dia 14 (9 de setembro)
- Cabeças de chave eliminados:
  - Simples masculino:  Juan Martín del Potro [3]
  - Duplas femininas:  Tímea Babos /  Kristina Mladenovic [2]

Ordem dos jogos:
| Arthur Ashe Stadium                  | Arthur Ashe Stadium                      | Arthur Ashe Stadium                 | Arthur Ashe Stadium |
| Evento                               | Vencedor(a)/(es/as)                      | Derrotado(a)/(os/as)                | Resultado           |
| ------------------------------------ | ---------------------------------------- | ----------------------------------- | ------------------- |
| Duplas femininas – Final             | Ashleigh Barty [13] CoCo Vandeweghe [13] | Tímea Babos Kristina Mladenovic [2] | 3–6, 7–62, 7–66     |
| Simples masculino – Final            | Novak Djokovic [6]                       | Juan Martín del Potro [3]           | 6–3, 7–64, 6–3      |
| Louis Armstrong Stadium              |                                          |                                     |                     |
| Evento                               | Vencedor(a)/(es/as)                      | Derrotado(a)/(os/as)                | Resultado           |
| Simples masculino juvenil – Final    | Thiago Seyboth Wild [6]                  | Lorenzo Musetti                     | 6–1, 2–6, 6–2       |
| Simples feminino juvenil – Final     | Wang Xiyu [3]                            | Clara Burel [11]                    | 7–64, 6–2           |
| Simples feminino cadeirante – Final  | Diede de Groot [1]                       | Yui Kamiji [2]                      | 6–2, 6–3            |
| Simples masculino cadeirante – Final | Alfie Hewett [2]                         | Shingo Kunieda [1]                  | 6–3, 7–5            |